# T28
T28 Super Heavy Tank (późniejsze oznaczenie: T95 Gun Motor Carriage) – największy czołg superciężki zaprojektowany dla potrzeb amerykańskiej armii w czasie II wojny światowej.

## Historia
Pierwotnie planowano jego użycie przy forsowaniu Linii Zygfryda, w późniejszym okresie planowano jego wykorzystanie w czasie inwazji Japonii.
Nie posiadał wieży, przez co miał stosunkowo niską sylwetkę i według standardowej terminologii był raczej działem pancernym, a nie czołgiem. Całkowita masa pojazdu miała wynosić 86 ton, a w porównaniu z innymi czołgami amerykańskimi tego okresu miał bardzo gruby pancerz (do 300 mm), co miało mu zapewnić ochronę nawet przed niemiecką armatą 88 mm. Napęd zapewniał mu silnik spalinowy GAF V-8 o mocy 410 KM, co pozwalało mu na osiągnięcie prędkości zaledwie 14 km/h. Posiadał cztery gąsienice, zamiast tradycyjnych dwóch, dwie zewnętrzne mogły być zdejmowane w czasie transportu.
Jego uzbrojenie główne stanowiła armata T5E1 o kalibrze 105 mm.
Planowano zbudować pięć prototypów, a następnie 25 egzemplarzy produkcyjnych, w rzeczywistości zbudowano jedynie dwa prototypy, z których żaden nie wziął udziału w walkach.

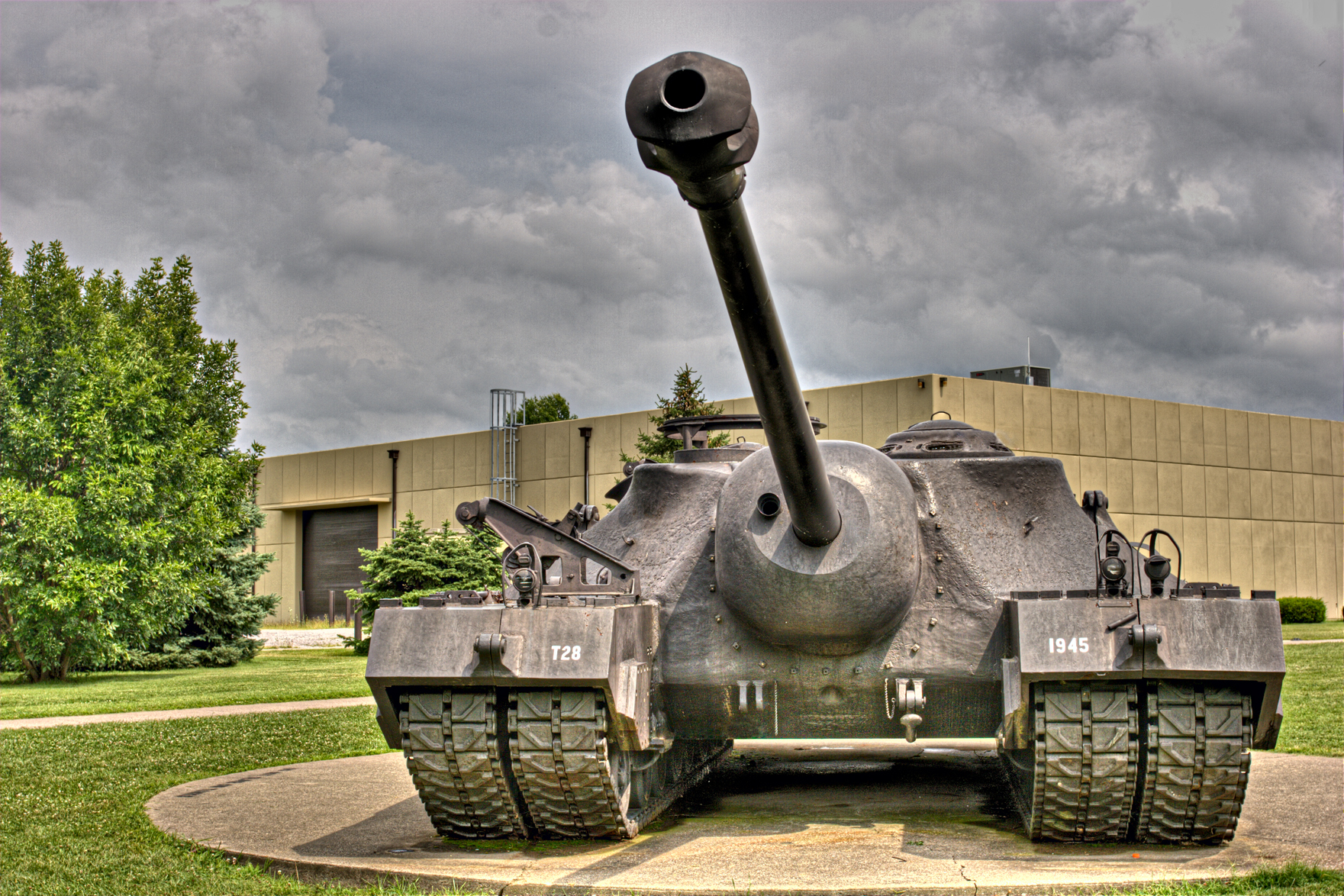
Prototypowy T28 wystawiony na zewnątrz General George Patton Museum w Fort Knox